# Marco Canola
Marco Canola (ur. 26 grudnia 1988 w Vicenzy) – włoski kolarz szosowy.

## Osiągnięcia
Opracowano na podstawie:

2010
- 3. miejsce w Trofeo Zsšdi
- 3. miejsce w Trofeo Alcide Degasperi
- 3. miejsce w Giro delle Valli Aretine

2012
- 1. miejsce na 7. etapie Tour de Langkawi
- 1. miejsce na 1. etapie Giro di Padania (jazda drużynowa na czas)

2014
- 1. miejsce w klasyfikacji górskiej Tirreno-Adriático
- 1. miejsce na 13. etapie Giro d’Italia

2015
- 1. miejsce w klasyfikacji górskiej Critérium International

2016
- 1. miejsce w klasyfikacji punktowej Tour de Taiwan
- 3. miejsce w Philadelphia International Cycling Classic

2017
- 1. miejsce w Volta Limburg Classic
- 1. miejsce w klasyfikacji punktowej Tour of Japan
  - 1. miejsce na 2., 3. i 5. etapie
- 3. miejsce w Trofeo Matteotti
- 1. miejsce na 7. etapie Tour of Utah
- 2. miejsce w Coppa Agostoni
- 1. miejsce w Japan Cup

2018
- 2. miejsce w GP Industria & Artigianato di Larciano
- 3. miejsce w Grosser Preis des Kantons Aargau
- 2. miejsce w Tour du Limousin

2019
- 1. miejsce na 4. etapie Tour of Utah

## Rankingi
| Rok              | 2009 | 2010 | 2011 | 2012 | 2013 | 2014 | 2015 | 2016 | 2017 | 2018 | 2019 | 2020 | 2021 | 2022  |
| ---------------- | ---- | ---- | ---- | ---- | ---- | ---- | ---- | ---- | ---- | ---- | ---- | ---- | ---- | ----- |
| World Ranking    |      |      |      |      |      |      |      | 501. | 54.  | 91.  | 578. | 602. | 440. | 2511. |
| UCI Europe Tour  | 992. | 197. | 824. | 903. | 601. | 474. | 705. | -    | 13.  | 21.  | 437. | 488. | 364. | 1535. |
| UCI Asia Tour    | -    | -    | -    | 130. | -    | 353. | 91.  | 346. | 6.   | 87.  |      |      |      |       |
| UCI America Tour | -    | -    | -    | -    | -    | -    | 447. | 30.  | 96.  | -    |      |      |      |       |
|                  |      |      |      |      |      |      |      |      |      |      |      |      |      |       |
| Źródło: UCI      |      |      |      |      |      |      |      |      |      |      |      |      |      |       |